# 慰安妇

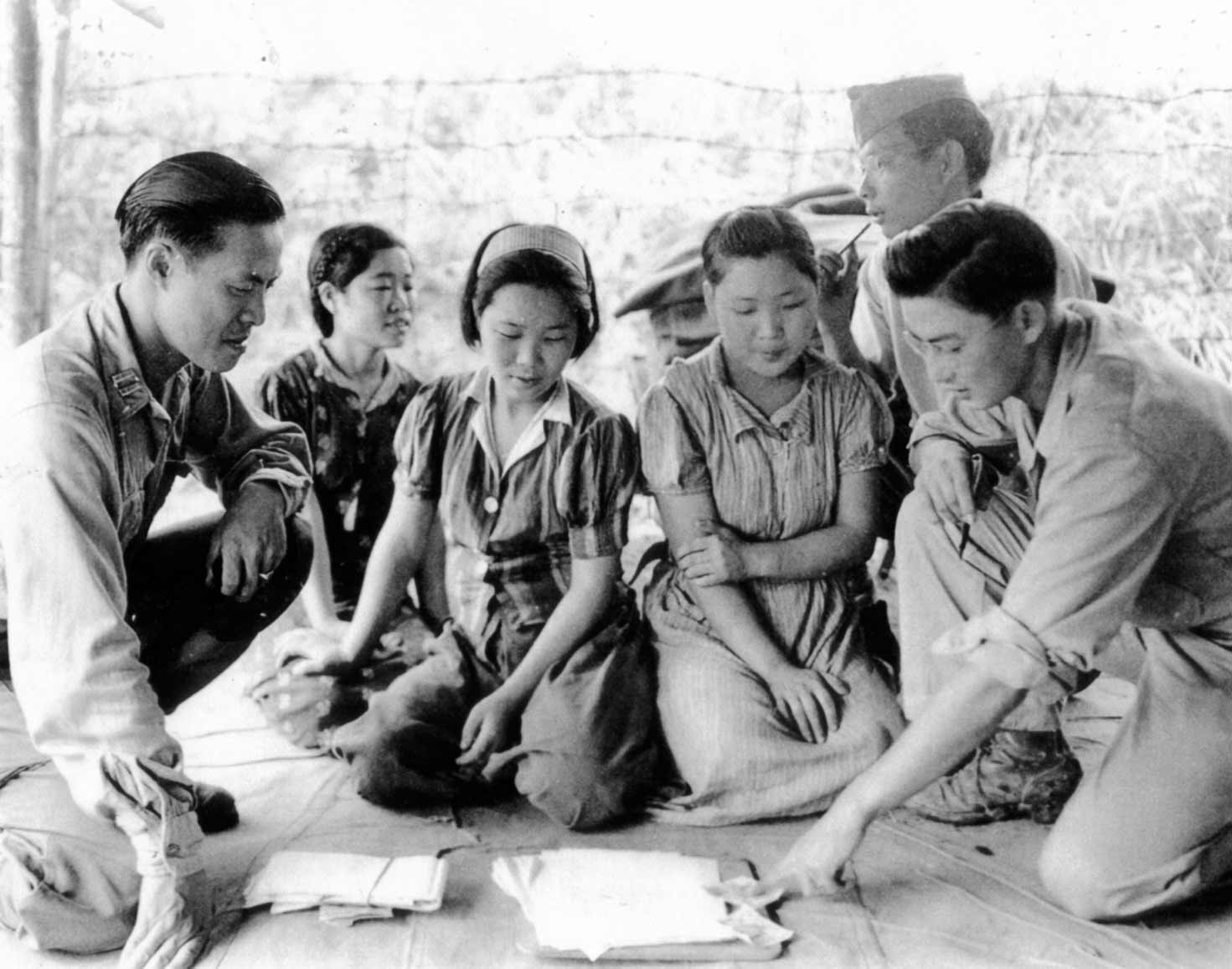
1944年，三名朝鲜慰安妇接受美军审问

慰安妇是第二次世界大战太平洋戰爭期間，為日本军提供性服務的民間婦女，主要來自日本本土、日佔臺灣、日佔香港、日佔朝鮮、中国日本占领区、中南半島、日占菲律宾、印尼、东帝汶、巴布亚新几内亚，也有在欧洲殖民地的白人女性如荷兰、澳大利亚，当时日本盟友（轴心国）的国民，如德国、匈牙利也未幸免。許多慰安婦是未成年人。
其中日本籍的慰安婦主要分為兩種：日本國內召募的妓女或家境較為貧困的受誘騙者。除了對日本國內地招募以外，也有從朝鮮半島、中国擄掠了很多當地女性充當慰安婦。
1931年11月，日本海军将日本侨民在上海虹口经营的4家「风俗场所」指定为日本海军特别慰安所，此后慰安妇制度蔓延到日本在东亚的整个战场。
由於有些慰安妇業者（通常為日軍委託的民間業者，不一定為日本內地人或軍人）的招募方式相當於詐騙或者逼良為娼：一開始經常以一般工作的名義掩飾，如招聘護士、工廠女工、軍中女清潔隊員，直到該等女性簽約赴工，才知道自己已經成為軍妓。日本投降後，中国大陆、臺灣、朝鮮半島的慰安婦向繼任的新日本政府展開了漫長的司法訴訟，並要求道歉，糾紛甚起，紛紛成為各政府的政治角力場。日本數十家教材出版社和辭書對慰安婦的本質並無一致的定義，韓國部分學校教材稱慰安婦的性質為「性奴」，臺灣的歷史教材中此事也引致爭議。

## 词源
日语中一词是对军妓的统称，并不特指日本的军妓。

## 制度

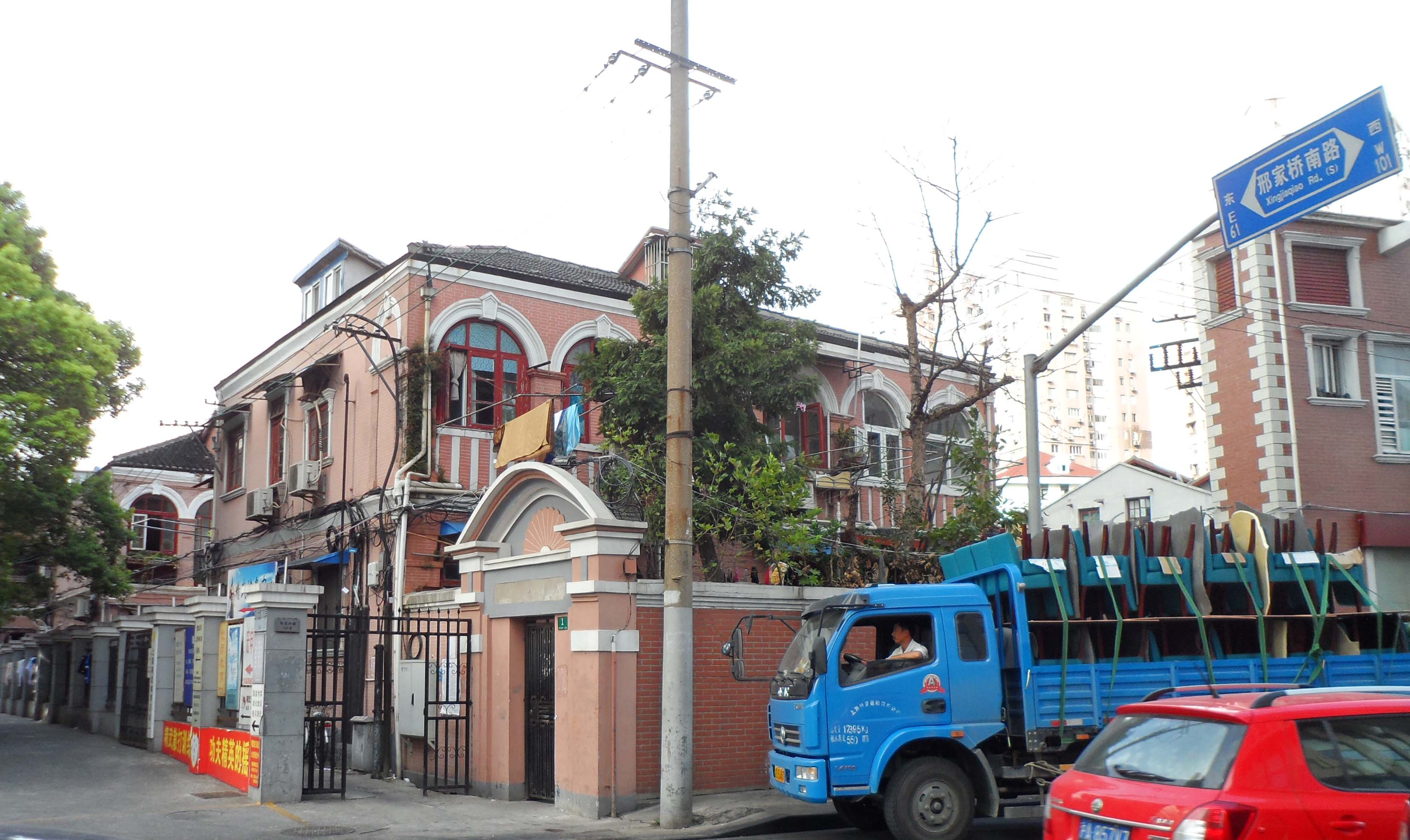
位于上海东宝兴路125弄的日军第一个慰安所“大一沙龙”遗址

慰安妇制度的提出，据当时日军官方的说明是为了减少因性侵犯而带来的性病问题。大部分日本軍駐紮在農村中，很容易發現中國女子而對其實施強暴；而日本軍為提高戰鬥力，解決士氣低下之問題，往往容忍軍人對被侵略國家婦女之強暴行為:136。远东国际军事法庭《远东审判案》备用资料第103册51章342页，记载的当时日本情报部发给日本陆军部的一份文件写道：“用中国女人做慰安妇会抚慰那些因战争而产生沮丧情绪的士兵，他们在战场上被中国军队打败的心理在中国慰安妇的身上得到最有效的校正。占有中国女人，便能滋长占有中国的雄心。我们必须更多地征用中国女人做慰安妇，从精神和肉体上安慰我们的军人，树立他们必胜的信心。”即使如此，日本軍人為逃避其強姦行為被日本憲兵發現而遭軍法審判，多將被害婦女殺死滅口:136。
如1937年12月，日軍第18師團（牛島部隊）侵入安徽蕪湖，當地之女性未能逃走之大多數受到性侵害；日軍在強暴婦女後，還殘忍地將她們全部剌死；被害婦女身體受到傷害，甚至永遠不能生育，心理創傷嚴重:136。
1931年年底，為解決日本軍人性需求，海軍指定在上海4個日本風俗店為特別慰安所:136。1931年11月，日本海军将日本侨民在上海虹口经营的4家风俗场所指定为日本海军特别“慰安所”。其中“大一沙龙”（上海东宝兴路125弄）为是世界第一个日军慰安所，亦是存在时间最长的慰安所。其它三所是“小松亭”（虬江路大富里5号）、“永乐馆”（狄思威路）、“三好馆”（吴淞路松柏里）。1932年1月中国的上海事變以後，日本軍隊性侵犯中國婦女的事不斷發生。日本开始在上海组建“慰安妇团”。1932年3月，上海派遣軍副參謀長岡村寧次到達上海後，考慮到防止性病在日軍官兵中蔓延，同時希望避免發生更大規模之強姦事件而招致批評，決定仿照海軍推廣設立慰安所；於是，首先從日本國內招募「慰安婦團」，設立為日軍官兵提供性服務之場所；這是日軍「慰安婦」制度之開端:136。
隨着戰爭之發展，日本軍中患性病人數大增，嚴重影響戰鬥力；於是日軍開始大規模迅速建立軍妓體制；「慰安所」制度先在東北，逐漸在其他各地也開始推廣:136。1937年12月，日軍進佔南京之後隨之而起的性侵案件不斷，造成中國人更強烈的抗日意識，國際輿論也對日本激烈譴責。1937年12月在南京發生大規模強暴中國婦女事件後，日本軍決定在華東地區也推行「慰安所」制度；名義上，「慰安婦」制度是為防止日軍大肆強暴婦女引起性病之泛濫，是統治層期望讓軍人們在「合法」、衛生之條件下，安全進出軍隊控制下之強姦中心——慰安所:136-137。但由於當時日本社會普遍流行之文化認知導致對各種針對被征服者或敵對方之暴力行為的合理化和寬容，軍人強暴（非本國）女性之事件並沒有減少:137。
2007年3月5日，韓國釜山外國語大學教授金文吉公開日本駐中國上海領事館警官田島周萍於1937年12月21日發給長崎水上警察署的公文《有關為皇軍官兵徵調慰安婦委託文件》，記錄當時日本為廣泛動員慰安婦，領事館、憲兵隊、陸軍武官室等單位分工縝密：日本領事館簽發營業執照給慰安所，對慰安婦被運抵各港口時提供方便；日本憲兵隊負責將慰安婦運送至慰安所，及保護慰安婦營業者和慰安所的安全；日本陸軍武官室負責闢建慰安所、檢診慰安婦等工作。該文件指稱：「經各個有關部門深入研究及與（上海）總領事館、陸軍武官室、憲兵隊協商結果，為維持軍紀和前線皇軍士氣，決定在各戰線設置慰安所。……根據此項決定，正在日本和朝鮮徵召慰安婦。凡持有相關證件的人員，務必保障其順利搭乘船隻前往目的地。」
吉見義明指稱，慰安婦制度也被日軍用以控制心懷不滿的軍人，以避免潛在之叛亂。
有鑒於慰安婦制度之普遍等，日軍內部曾開設相關之管理課程，其中包括（以會計方式）精算慰安婦之「折舊」。 日本陸軍與海軍有關紀錄也將慰安婦之地位非人化，經常稱他們為戰爭物資/軍需品。
日軍為避免性病擴散，向部隊大量發送保險套；但因沒有相關之強制規定及執行，慰安婦無法反抗不使用保險套之性行為。 許多慰安婦經常被注射灑爾佛散，再加上暴力性行為對生殖器官造成之傷害，使得他們不孕率高於當時之平均值。
第二次世界大战結束後，美軍為主的盟军佔領日本與朝鮮半島後，日本和韩国为防止美军骚扰当地妇女，也曾针对美军招募慰安妇、设立慰安所。

## 概况
1904年至1905年日俄戰爭期間，日本軍方密切控制滿洲地區之私營妓院。
1932年一·二八事變後，慰安所首先在上海建立，作為對日本士兵大規模強姦中國婦女（參見戰爭時期的性暴力）事件之回應。 駐上海之軍隊領導人岡村寧次下令建造慰安所，以防止更多強姦事件發生。 1937年南京大屠殺期間，許多中國婦女被日本軍人強姦後，日軍採取了在佔領地區設立慰安所的總體政策；研究者吉見義明認為如此政策是為了減少中國平民因強姦事件而來的反抗，以及避免來自國際對於日軍強姦事件的施壓。

隨著日軍的行動和佔領地區持續擴張，但來自日本的軍妓之人數不足以滿足需求，轉而向佔領地區尋找補充，並透過誘騙等手段進行招募，且使應召者在加入後無法脫身，成為軍隊男性發洩之「工具」。

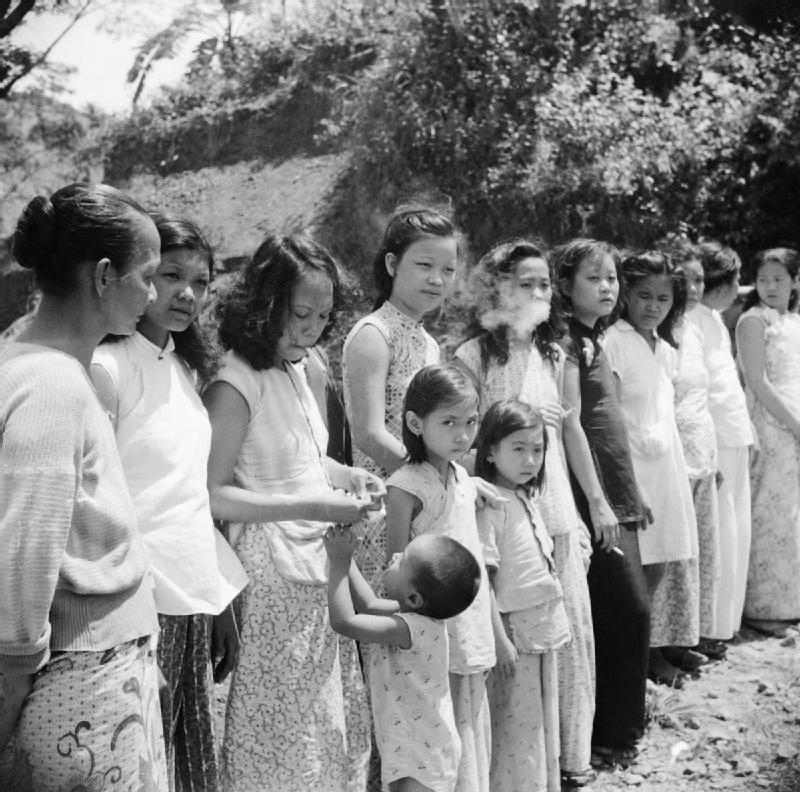
被日本人從檳城擄走擔任慰安妇的華裔和馬來裔女孩

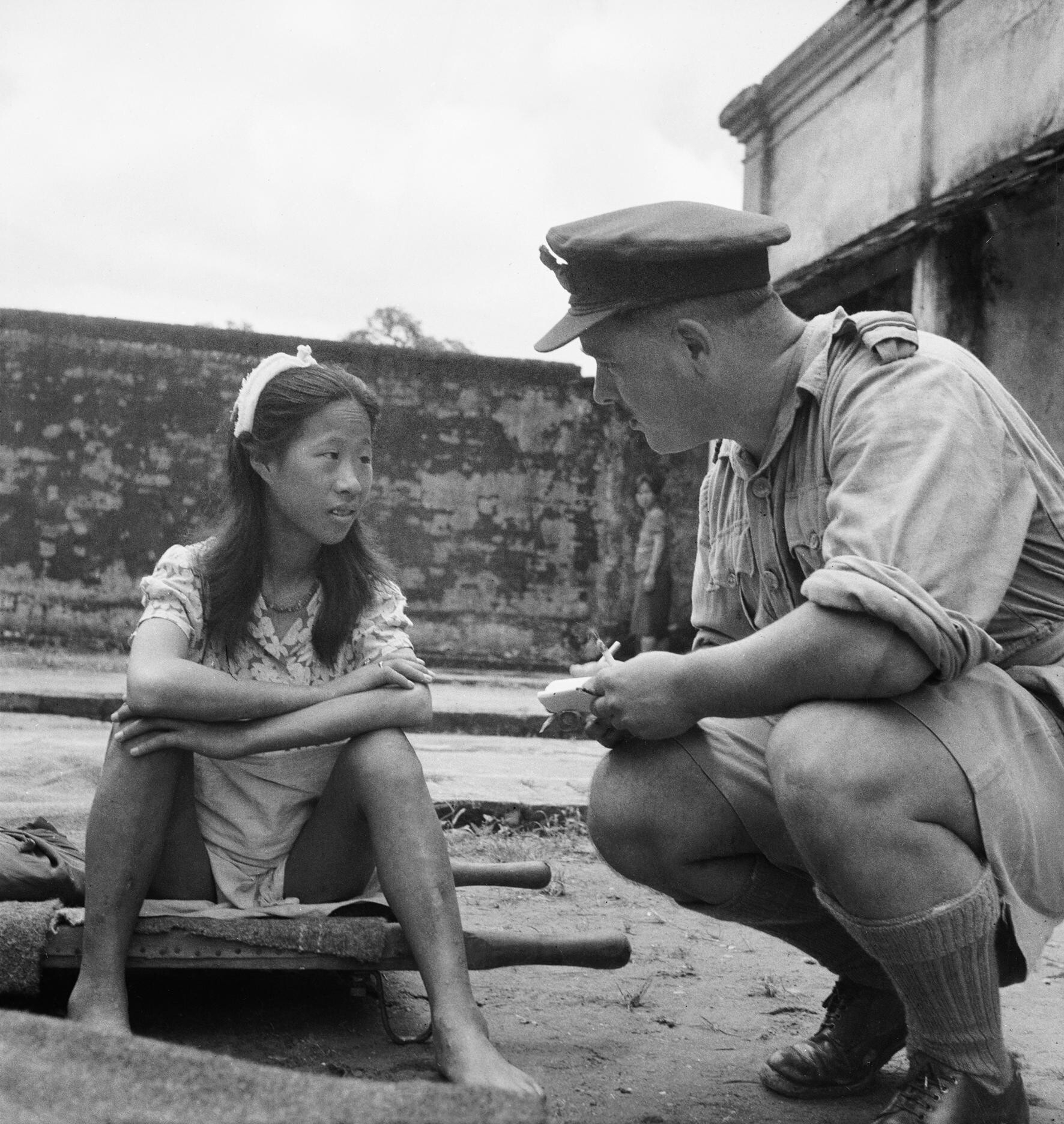
一名盟军軍官在1945年日本投降前夕于缅甸仰光的日军慰安所遇到的一名中国少女慰安妇

戰場上之日軍慰安妇主要由中國婦女和朝鮮婦女構成；日軍依靠中國國內支持者之協助，或以招工之名目欺騙，或強徵婦女充當慰安婦，而被俘之抗日女戰士則被迫送進慰安所:137。在这一制度下，東亞有数十万妇女被日军强迫或徵招为慰安妇。朝鲜中央通讯社主张朝鲜人的“慰安妇”有14万人，上海师范大学教授苏智良也主张中国妇女成为“慰安妇”的有20万人，但两者都数据来源不明。婦女救援基金會主张台灣慰安婦至少在1,200人以上。有的历史学家认为曾经沦为慰安妇的各国妇女达40万，甚至更多。一项调查表明慰安妇被允许留下百分之40军人那里赚来的钱，百分之60交给军方。
亞洲太平洋戰爭爆發後，日本政府和軍隊又把菲律賓，荷蘭東印度群島等東南亞地區之婦女強徵為「慰安婦」:137。日軍甚至強姦盟友國民的妻子和女兒。據荷蘭記者稱，當時為荷屬東印度工作的大約30名德國國民的妻女也遭到了駐印尼日軍的強姦，直到一位德國教會學校的老師干預，日軍上尉才阻止了對德國婦女和一名匈牙利醫生的強姦，因為上尉擔心他對德國和匈牙利國民的行為會洩露出去引起軸心國其他盟友的不滿。
战后，作为在日美軍慰安婦的日本女性5万5千人。
证据显示慰安妇除了被用作高强度的軍妓外（据《台湾慰安妇报告》中回忆，一开始一月10元，后来薪水变为15元），並遭受性病的毒害，有的慰安妇由于多次堕胎造成终身不孕，且由于日本人力资源不够，慰安妇还不时充当护士、脚夫甚至被武装起来充当炮灰，极个别情况下为了掩盖罪证甚至被集体枪杀。
中国方面，在文革时期，倖存的慰安妇往往受到社會的誤解且严重的歧视及行為迫害和言辭羞辱。
被強迫作為慰安婦之婦女身心者受到嚴重傷害，有的至今仍有很深心理障礙:137。
2014年4月25日，吉林省档案馆公布了新发掘的证据。这些证据當中有25件档案记载了20余个地方建有武装部队的强迫妇女卖淫的场所，他们通过各种手段强迫女性从事其不愿的性行为。
日本外務省、內務省以及朝鮮總督府、台灣總督府等國家機構都參與招募和移送慰安婦之活動。

## 證詞
马来亚人民抗日军在日本占领马来亚时期曾经创作了一首歌曲名为《难女曲》
东洋鬼子的大炮，轰毁了我们的家。枪杀了爸爸又“拉走了亲爱的妈妈”
在歌词“枪杀了爸爸”则是指1942年的马来亚华人大屠杀，1942年初的农历新年当天。日本占领新加坡后为了报复华人支援国民党政府的抗日战争，最终选择大肃清，大检证。在肃清屠杀中，许多华人因此遭到日军屠杀。而“又拉走了亲爱的妈妈”则是指“将女人强行拉去当地军营成为了日本人的“慰安妇”。
根據菲律賓籍倖存者 Narcisa Claveria 的敘述，她在 13 歲時被奴役了 18 個月；白天，女性們被迫做飯、打掃和洗衣服，夜裡，女性們被日軍強姦、虐待。 另一位菲律賓籍倖存者 Fedencia Nacar David 在14歲被日軍綁架後，有同樣待遇，每夜被5至10名日軍士兵強姦。 除了每天被強姦，許多女性同時被迫與家人分離，甚至目睹家人被日軍士兵殺死；一名倖存者回憶說，當日軍士兵帶走他時，「士兵們開始活剝她父親的皮膚」。 這類虐待行為造成受害者嚴重且終生之身心傷害。
倖存者 Jan Ruff O'Herne 表示：
在「慰安所」，我日日夜夜遭到系統性的毆打和強姦。甚至有位日本醫師每次到妓院檢查我們是否患有性病時都會強姦我。
倖存者 Suki Falconberg 表示：
來自男人們的連續插入並不是一種溫和的折磨形式。陰道口撕裂（的疼痛感）就像火燒傷口那樣。你的生殖器腫脹且瘀傷。對子宮和其他內部器官造成的傷害也可能很巨大…被那些男人當作公共垃圾場使用讓我深感恥辱，在我胸口依然感受得到—一種艱苦、沉重、噁心的感覺，永遠無法完全消失。他們不但看見了我的無助、裸體，也聽到我的懇求和哭喊。他們將我貶低為某種低等且噁心（的存在），在他們面前悲慘的受著苦…即使很多年過去了，我還是需要鼓起極大勇氣才能寫下這些，由文化而來的恥辱是如此之深…
駐紮在拉包爾的日本海軍外科醫生 Kentaro Igusa 在個人回憶錄中寫道，當地的慰安婦在感染和嚴重不適的情況下繼續工作，儘管他們「哭泣並乞求幫助」。

## 戰後之待遇
在中國和韓國等儒家文化中，婚前性行為被認為是可恥的，「慰安婦」相關議題在第二次世界大戰後被長期忽視，因為受害者被視為賤民。 在儒家文化中，傳統上未婚女性必須將自己的貞操看得比自己的生命重要，任何在婚前失去童貞的女性無論出於何種原因都應自殺；因為選擇存活，倖存者使自己成為被社會遺棄之人。 此外，《對日和平條約》及《韓日基本條約》等文件，被日本政府據以解釋已解決與戰爭罪有關問題，儘管事實上它們都沒有具體提到慰安婦制度。
自1960年代起，千田夏光率先開啟對於相關議題之研究與討論。
1982年之日本教科書爭議引發大眾對有關議題之興趣與討論，但慰安婦議題並沒有被特別重視和突顯，反倒是專注於南京大屠殺和731部隊等。儘管如此，深入研究日本戰時活動的歷史學家已普遍意識到慰安婦的存在。
稍後，吉田清治有關證詞被揭發為虛構，也發生了其他相關類似之事件，並在日本右翼團體施壓下引發連串爭議與混亂。
1990年代，日本學者 渡邊和子 稱當時日本社會之女性普遍對有關議題表現出漠然且不相信等態度，並稱當時日本社會多數人將鄰近地區之國家與人民視為「他者」，而不重視其感受。
自1995年至2007年間，亞洲婦女基金會被藉以處理有關問題，但作法引發大量爭議。
2014年，日本政府外務省試圖施壓美國出版商麥格勞希爾刪改其出版之教科書中有關內容，但沒有成功。
日本各界及僑民和海外後裔等經常要求世界各地拆除或取消設置有關之公開紀念物；該些措施經常遭各地有關當局拒絕，但也不乏成功之案例。 2017年至2018年，大阪市有關當局因舊金山有關當局正面支持當地慰安婦公開紀念物之設立，而終止雙方自1957年開始之姐妹市關係。
韓國慰安婦倖存者多次要求韓國政府將其案件提交國際法院，但韓國政府遲遲未予回應。
自1990年代開始，臺灣籍慰安婦倖存者的故事被不斷揭露，有關活動在婦女運動等類型之民間團體、大眾媒體、學術研究者、紀錄片導演等支持下持續發展。

## 爭論

### 对慰安妇制度的争议
绝大部分学者都認為慰安婦是存在的，即使日軍不直接參與慰安婦的招募，但日軍公開允許慰安婦制度並漠視其委託的民間業者以許多強迫誘騙的手法招募慰安婦。但由於部份日本人主張慰安婦自願，因此產生一些爭論，影響日本與二戰時受過日本侵略的東亞、東南亞等國的關係，其中以中国與韩国最甚。中華民國教育部於2015年，擬於高中歷史課本對慰安婦章節加註"被迫"兩字，遭致一些學生與政治團體的反對。
1944年，美军情报心理战部门的报告指出在缅甸的慰安所处有若干朝鲜女还完了欠债就回朝鲜去了，此外慰安妇有个人房间，有拒绝接客的自由，每周一日休息，多半生活充裕，经常去城里购物或是进行娱乐活动，也有士兵向慰安妇求婚。另外还有日本军官为了替相好的慰安妇赎身而贪污公款的事。
日本学者秦郁彦在他的研究中称，据他了解到的资料，称慰安妇的来源为半日本人、半朝鲜人，但是介绍人百分百地为朝鲜人。
据日本研究者查得1944年朝鲜《京城日报》7月26日刊登的慰安妇广告，其工资为300日元（当时京城帝国大学的毕业生就职水平是75日元），而且所登的联系人名也是朝鲜式姓名，由此对于“强征”之说提出质疑。

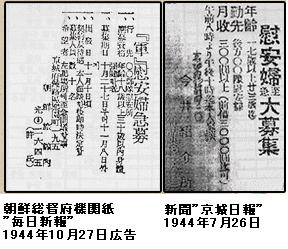

『京城日報』（1944年7月26日広告）
「慰安婦至急大募集」
年齢 一七歳以上廿十三歳迄
勤先 後方○○隊慰安部
月収 三〇〇圓以上（前借三〇〇〇圓迄可）
『毎日新報』（1944年10月27日広告）
「『軍』慰安婦急募」
行先 ○○部隊慰安所
応募資格 年齢十八歳以上三十歳以内身体強健女性
募集期日 十月二十七日부터十一月八日까지
契約及待遇 本人面接後即時決定
募集人員 数十名
希望者 左記場所에至急問議○事
京城府鍾路区○園町一九五 朝鮮旅館内光○二六四五 （許氏）

### 日本右翼及部分美國學者的看法
日本右翼及美國人萊姆塞爾則認為自願成為慰安婦者為多數。

## 紀念性建築

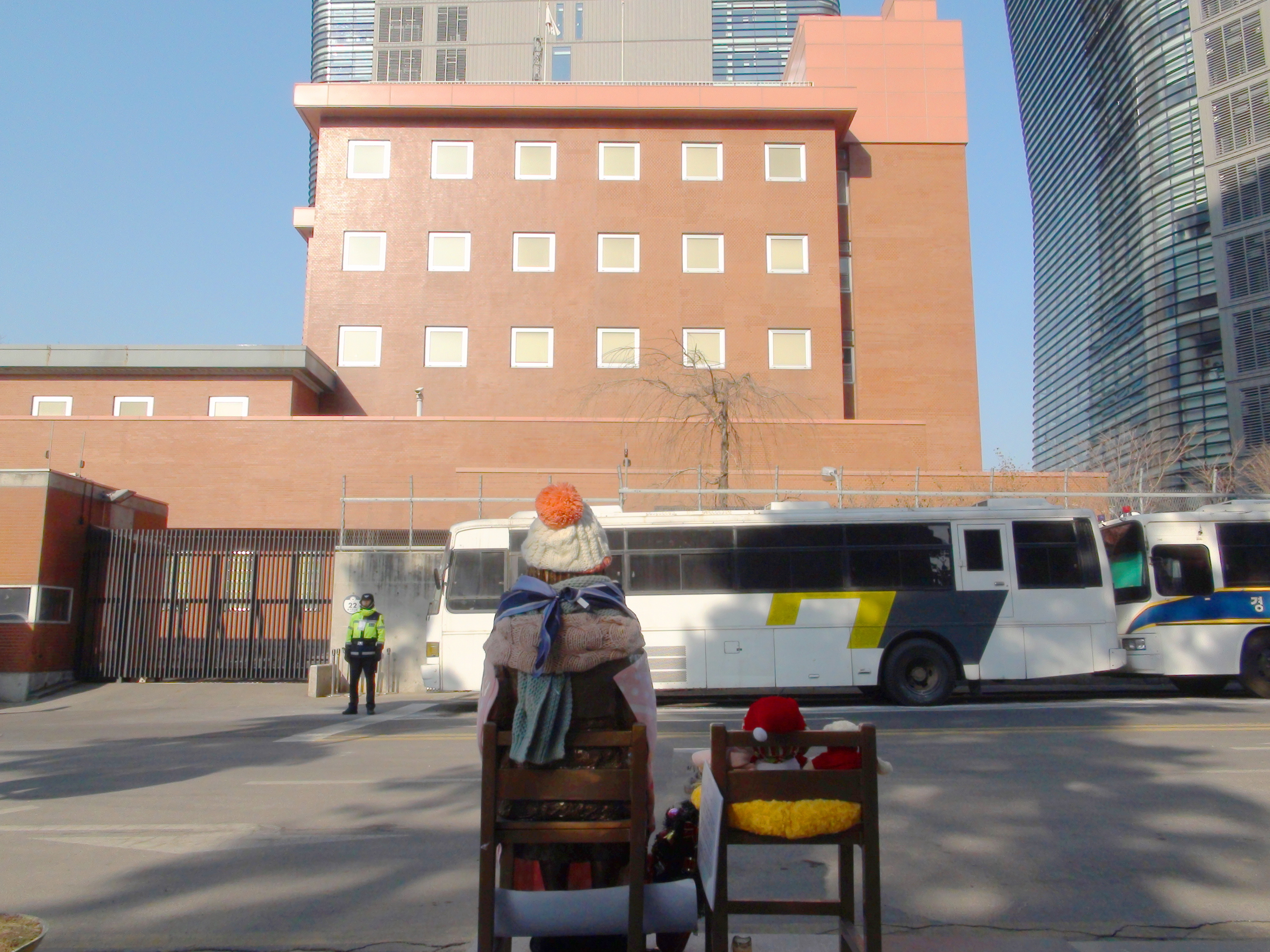
在日本駐韓國大使館門外的韓國慰安婦紀念銅像

2010年，美國新澤西州博根郡帕利賽公園市在市立公園中設立『慰安婦紀念碑』。2012年，兩個日本外交代表團要求移除紀念碑，被市政府拒絕。韓國官員對帕利賽公園市的決定表示支持。
2011年12月14日，韓國民間團體在日本駐韓大使館對面樹立『慰安婦紀念銅像』，要求日本對慰安婦道歉並賠償。
2012年6月16日，美國紐約州納蘇郡韋斯特伯里 (紐約州)的艾森豪公園退伍軍人紀念堂中設立紅色花崗岩的『慰安婦紀念碑』。
2013年7月30日，美國加州格倫代爾市在中央公園設立1,100磅重的『慰安婦紀念銅像』，引起許多日本人抗議。該銅像與日本駐韓大使館對面的慰安婦紀念銅像完全一樣。據2010年人口普查，格倫代爾市5%人口是韓裔。2013年12月11日，日裔向白宮請願，要求移除慰安婦銅像，不到一個月簽名者已超過十萬人。白宮表示，紀念碑屬於地方（加州）政府管轄。
2013年8月，美國加州普安那公園市議會在收到電郵抗議後，決定取消設立慰安婦紀念銅像的計畫。
2014年5月30日，美國維吉尼亞州費爾法克斯縣政府內的慰安婦和平紀念園正式向民眾開放，85歲高齡的韓國慰安婦倖存者姜日出親赴揭幕現場接受記者採訪時說，日本政府在慰安婦問題上仍欠全世界一個“正式道歉”，而且應該“馬上道歉”。
2015年12月1日，中國南京利济巷慰安所旧址陈列馆（位於利济巷慰安所旧址），举行开馆仪式并试运行。

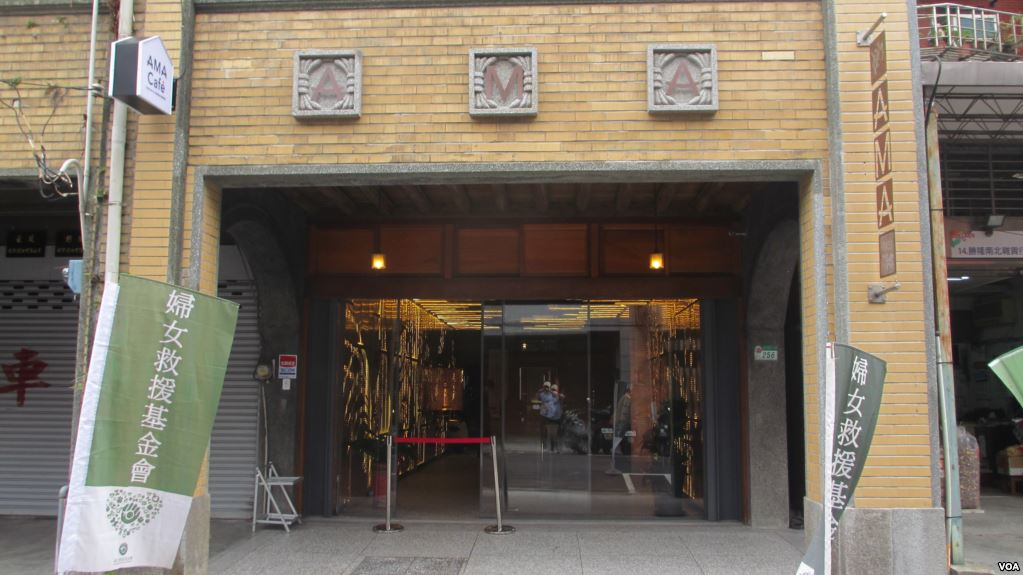
臺北市的慰安婦紀念館阿嬤家-和平與女性人權館

2016年12月10日，位於臺灣臺北市的臺灣慰安婦紀念館阿嬤家-和平與女性人權館開幕。 

2017年7月起至2018年3月，中華統一促進黨發言人、楊業黨部主委陳志豪，每日開著載有慰安婦銅像車輛至日本台灣交流協會抗議及要求日本政府還原歷史並爭取日本政府對於慰安婦的權益及賠償，目前慰安婦銅像設立於台北市承天武聖廟山下對面。
2017年7月7日，香港保釣行動委員會聯同紀念抗日受難同胞聯合會，在香港中環交易廣場日本領事館所在地前的行人天橋上，設置了兩座以玻璃纖維制成的慰安婦少女像，一個為仿南韓首爾日本領事館前的少女像，另一個為中國少女像。日本領事館曾促香港政府取締，但不得要領，亦有人發信抗議，更有人企圖偷走兩個雕像，但都未有給雕像帶來損害或令主辦者放棄，一年多後主辦團體更添置了另一以菲律賓少女為原形的雕像，安坐在原來兩個雕像旁。其後主辦團體更另制兩個中韓少女雕像在香港和澳門市內與慰安婦歷史材枓一起巡迴展覽。
2017年9月22日，慰安婦紀念雕塑在美國舊金山市唐人街的聖瑪麗廣場揭幕。這是第一座在美國大城市豎立的慰安婦紀念雕像。
2018年8月14日，台南慰安婦銅像在台南市湯德章大道汎塔莎西餐廳旁空地設立，並邀請前總統馬英九到現場參與揭幕儀式。
在2017年及2019年，菲律賓有關當局多次拆除有關之公開紀念雕像。

### 受難者
- 萬愛花
- 袁竹林
- 雷桂英
- 芳美阿嬤
- 秀妹阿嬤
- 小桃阿嬤
- 滿妹阿嬤
- 沈中阿嬤
- 陳鴦阿嬤
- 蓮花阿嬤
- 大桃阿嬤
- 寅嬌阿嬤
- 桂英阿嬤
- 金學順
- 宋神道
- 姜德景（朝鲜语：강덕경）

### 倡議或研究組織與人士
- 婦女新知基金會
- 婦女救援基金會
- 王清峰
- 苏智良

### 其他
- 慰安婦少女銅像
- 朴裕河
- 大男人主義
- 性奴隶
- 強迫賣淫
- 戰爭時期的性暴力
- 軍妓
- 歡樂組
- 納粹德國軍用妓院
- 軍中樂園
- 唐行小姐
- 反韓#_日本

### 影视作品

#### 纪录片
- 《蘆葦之歌》，吳秀菁導演，2015年8月14日上映
- 《二十二》，郭柯导演，2017年8月14日上映

#### 電影
- 1966年上映的日本電影
- 《南京！南京！》2009年上映的中国大陸電影
- 《金陵十三釵》2011年上映的中国大陸電影
- 《鬼鄉》2016年上映的韓國電影
- 2016年上映的韓國紀錄片電影
- 《花漾奶奶秀英文》2017年上映的韓國電影
- 2018年上映的韓國電影

#### 電視劇
- 《黎明的眼睛》韓國MBC 1991年播放的電視連續劇
- 《雪地裡的擁抱》韓國KBS 2015年特別劇
- 《明天》（《春》單元）韩国MBC 2022年播放的电视连续剧

#### 音樂劇
- 《慰安妇：一部新音樂劇（英语：Comfort_Women:_A_New_Musical）》（以英語演出）

## 外部連結
- 慰安婦 - 臺灣女人 （页面存档备份，存于）

### 延伸閱讀
- 跨國性慰安婦問題的法律認知 - 莊國明律師個人網站 （页面存档备份，存于）

### 相關網站
- Washington Coalition for Comfort Women Issues （页面存档备份，存于）（英文）
- "The Victims" （页面存档备份，存于） （來源自南韓性別與家庭平等部門）[]
- 婦女救援基金會 （页面存档备份，存于）
- 慰安婦問題アジア女性基金デジタル記念館 （页面存档备份，存于）（日語）